# Коннінг-Тауерс-Наутілус-Парк (Коннектикут)
Коннінг-Тауерс-Наутілус-Парк (англ. Conning Towers Nautilus Park) — переписна місцевість (CDP) в США, в окрузі Нью-Лондон штату Коннектикут. Населення — 8870 осіб (2020).

## Географія
Коннінг-Тауерс-Наутілус-Парк розташований за координатами 41°23′21″ пн. ш. 72°3′50″ зх. д. / 41.38917° пн. ш. 72.06389° зх. д. (41.389220, -72.063760).  За даними Бюро перепису населення США в 2010 році переписна місцевість мала площу 14,58 км², з яких 12,91 км² — суходіл та 1,67 км² — водойми.

## Демографія
Згідно з переписом 2010 року, у переписній місцевості мешкали 8834 особи у 2245 домогосподарствах у складі 1794 родин. Густота населення становила 606 осіб/км².  Було 2574 помешкання (177/км²).
Расовий склад населення:
| - 78,4 % — білих - 8,9 % — чорних або афроамериканців - 3,7 % — азіатів - 0,8 % — корінних американців - 0,1 % — вихідців з тихоокеанських островів - 1,8 % — осіб інших рас |

До двох чи більше рас належало 6,3 %. Частка іспаномовних становила 10,4 % від усіх жителів.
За віковим діапазоном населення розподілялося таким чином: 26,5 % — особи молодші 18 років, 69,7 % — особи у віці 18—64 років, 3,8 % — особи у віці 65 років та старші. Медіана віку мешканця становила 23,5 року. На 100 осіб жіночої статі у переписній місцевості припадало 158,2 чоловіків;  на 100 жінок у віці від 18 років та старших — 187,2 чоловіків також старших 18 років.
Середній дохід на одне домашнє господарство  становив 79 574 долари США (медіана — 60 450), а середній дохід на одну сім'ю — 82 589 доларів (медіана — 60 455). Медіана доходів становила 27 304 долари для чоловіків та 39 152 долари для жінок. За межею бідності перебувало 5,6 % осіб, у тому числі 6,8 % дітей у віці до 18 років та 5,7 % осіб у віці 65 років та старших.
Цивільне працевлаштоване населення становило 2344 особи. Основні галузі зайнятості: освіта, охорона здоров'я та соціальна допомога — 28,0 %, роздрібна торгівля — 14,5 %, мистецтво, розваги та відпочинок — 14,5 %.